# Petra Marinović
Petra Marinović (* 29. Juni 2001 in Split) ist eine kroatische Handballspielerin, die dem Kader des kroatischen Erstligisten ŽRK Podravka Koprivnica angehört.

## Karriere

### Im Verein
Marinović begann das Handballspielen im Alter von acht Jahren beim ŽRK Dalmatinka aus Ploče. Nachdem die Torhüterin später mit der Damenmannschaft von Dalmatinka in der höchsten kroatischen Spielklasse aufgelaufen war, wechselte sie im Jahr 2019 zum französischen Verein Brest Bretagne Handball. Anfangs lief sie für die Drittligamannschaft des Vereins auf. Ab Oktober 2021 war Marinović bis zum Saisonende 2021/22 an den französischen Zweitligisten Saint-Amand Handball ausgeliehen, der mit ihrer Unterstützung in die Division 1 aufstieg.
Marinović gehörte nach dem Leihende dem Kader der Erstligamannschaft von Brest Bretagne Handball an. Da Marinović bis zum Februar 2024 nur wenige Spielanteile erhalten hatte, wechselte sie im Februar 2024 zum Ligakonkurrenten Jeanne d’Arc Dijon Handball. Im Sommer 2024 schloss sich Marinović dem ungarischen Erstligisten Szombathelyi KKA an, im Dezember desselben Jahres wurde sie an den Ligakonkurrenten MTK Budapest ausgeliehen. Seit der Saison 2025/26 steht sie beim kroatischen Verein ŽRK Podravka Koprivnica unter Vertrag.

### In der Nationalmannschaft
Marinović lief für die kroatische Jugend- und Juniorinnennationalmannschaft auf. Mit diesen Auswahlmannschaften nahm sie an der U-18-Weltmeisterschaft 2018 und an der U-19-Europameisterschaft 2019 teil. Am 10. April 2025 gab sie im Qualifikationsspiel zur Weltmeisterschaft 2025 gegen Spanien ihr Länderspieldebüt für die kroatische Nationalmannschaft.